# Gelliodes fayalensis
Gelliodes fayalensis är en svampdjursart som beskrevs av Topsent 1892. Gelliodes fayalensis ingår i släktet Gelliodes och familjen Niphatidae. Utöver nominatformen finns också underarten G. f. minor.